# Série blême
La Série blême est une collection de romans policiers, de romans à suspense et d'angoisse fondée en 1949 par Marcel Duhamel aux éditions Gallimard.
Concurrencée chez le même éditeur par la Série noire à laquelle elle ressemble tant sur la forme que sur le fond, cette collection est arrêtée en 1951.
Vingt-deux titres ont été publiés.

## La présentation
Du no 1 au no 4, les volumes sont publiés avec un cartonnage vert encadré de blanc. À partir du no 5, les volumes sont publiés avec un cartonnage rouge sur le tiers vertical gauche de la couverture et vert sur les deux autres tiers verticaux.

## Les vingt-deux titres de la collection
| No  | Auteur                | Titre                          | Titre original                  | Année de publication dans la collection |
| --- | --------------------- | ------------------------------ | ------------------------------- | --------------------------------------- |
| 001 | Irish, William        | J'ai épousé une ombre          | I Married a Dead Man            | 1949                                    |
| 002 | Gearon, John          | Le Puits de velours            | The Velvet Well                 | 1949                                    |
| 003 | Goodis, David         | Cauchemar                      | Dark Passage                    | 1949                                    |
| 004 | Irish, William        | La Sirène du Mississippi       | Waltz Into Darkness             | 1950                                    |
| 005 | Rutledge, Nancy       | Emily le saura !               | Emily Will Know                 | 1950                                    |
| 006 | Siodmak, Curt         | Le Cerveau du nabab            | Donovan's Brain                 | 1950                                    |
| 007 | Chute, Verne          | Le Funiculaire des anges       | Flight of an Angel              | 1950                                    |
| 008 | Lawrence, Hilda       | Jeux de mains                  | Death Has Four Hands            | 1950                                    |
| 009 | Irish, William        | L'Heure Blafarde               | Deadline at Dawn                | 1950                                    |
| 010 | McCloy, Helen         | La Vierge au sac d'or          | She Walks Alone                 | 1950                                    |
| 011 | Lawrence, Hilda       | Le Chien du manoir             | The Bleeding House              | 1950                                    |
| 012 | Goodis, David         | La Nuit tombe                  | Nightfall                       | 1950                                    |
| 013 | Head, Matthew         | Nature morte                   | The Accomplice                  | 1950                                    |
| 014 | Millar, Kenneth       | La Boîte de Pandore            | The Three Roads                 | 1950                                    |
| 015 | Davis, Mildred        | La Chambre du haut             | The Room's Upstairs             | 1950                                    |
| 016 | Bornemann, Ernest     | Tremolo                        | Tremolo                         | 1951                                    |
| 017 | Gardner, Erle Stanley | Le Mystère du chat             | The Case of the Caretaker's Cat | 1951                                    |
| 018 | Gardner, Erle Stanley | La Jeune Fille boudeuse        | The Case of the Sulky Girl      | 1951                                    |
| 019 | McDonnell, Gordon     | On ne me croira pas            | They Won’t Believe Me           | 1951                                    |
| 020 | Gardner, Erle Stanley | L’Avocat du diable             | The Case of the Howling Dog     | 1951                                    |
| 021 | Johnston, George H.   | À petit feu                    | Death Takes Small Bites         | 1951                                    |
| 022 | Gardner, Erle Stanley | Perry Mason sur la corde raide | The Case of the Velvet Claws    | 1951                                    |

## Sources
- Claude Mesplède (dir.), Dictionnaire des littératures policières, vol. 2 : J - Z, Nantes, Joseph K, coll. « Temps noir », 2007, 1086 p. (ISBN 978-2-910-68645-1, OCLC 315873361).
- Claude Mesplède et Jean-Jacques Schleret, SN, voyage au bout de la Noire : inventaire de 732 auteurs et de leurs œuvres publiés en séries Noire et Blème : suivi d'une filmographie complète, Paris, Futuropolis, 1982, 476 p. (OCLC 11972030).